# Natixis
Die Natixis ist die Investmentbank der französischen Sparkassen (Caisse d’Epargne) und Genossenschaftsbanken (Banques Populaires), die als Vereinigung die BPCE-Gruppe, eine der größten Bankengruppen in Frankreich, bilden. Natixis ist in den Bereichen Corporate und Investmentbanking, Asset Management, Versicherungen sowie anderen finanziellen Dienstleistungen tätig und zählt mit einem verwalteten Vermögen von 801 Milliarden Euro zu den 20 größten Vermögensverwaltern weltweit.

## Geschichte
Natixis ist im November 2006 durch die Fusion der französischen Investmentbanken Natexis und der Ixis entstanden. Dieses waren die Investmentbanken der französischen Sparkassen, die Caisses d’Epargne (Ixis), und der genossenschaftlichen Banques Populaires (Natexis).
Die deutsche Zweigniederlassung hat ihren Sitz in Frankfurt.
In Deutschland ist Natixis in erster Linie durch ihre Expertise im Bereich Strukturierte Produkte und Zertifikate und deren Vertrieb bekannt. Die Produkte werden über Banken, Sparkassen und Volksbanken flächendeckend vertrieben. Seit 2012 existiert auch die NATIXIS Pfandbriefbank als deutsches Tochterunternehmen.
Natixis hat zusammen mit der Schweizer Stiftung Global Infrastructure Basel Foundation (GIB) einen weltweiten Standard für nachhaltige Infrastruktur, SuRe®, entwickelt, der 2015 am Klimagipfel in Paris vorgestellt wurde.
Im Juli 2021 führte die BPCE ein Delisting von Natixis durch, nachdem die Groupe BPCE die Anteile der Minderheitsaktionäre von Natixis übernommen hatte.